# Leptogenys navua
Leptogenys navua is een mierensoort uit de onderfamilie van de Ponerinae. De wetenschappelijke naam van de soort is voor het eerst geldig gepubliceerd in 1921 door Mann.